# Luigi Forino
Luigi Forino (Roma, 20 agosto 1868 – Roma, 5 giugno 1936) è stato un musicista, violoncellista e compositore italiano, direttore di accademie musicali sia in Italia che all'estero, animatore di concorsi musicali.

## Biografia
Figlio di Ferdinando Forino, noto violoncellista già allievo di Gaetano Ciandelli, e di Aldemirra Baldelli, apprese dal padre la tecnica del violoncello e affinò la sua preparazione musicale con lo studio del pianoforte sotto la guida di Luisa Massaruti Rossi e della composizione musicale sotto Cesare De Sanctis.
Dotato di precoce talento, a soli quattordici anni vinse il concorso per il posto di primo violoncello nell’orchestra del Teatro Apollo di Roma.
Nel 1889 si spostò a Parigi per suonare nell’orchestra del Théâtre de la comédie italienne e l’anno seguente partì per l’Argentina dove fu nominato direttore del Conservatorio nazionale di Buenos Aires, carica che svolse con l’aiuto del fratello minore Ettore da lui appositamente chiamato dall'Italia per instaurare la cattedra di pianoforte ma anche per aiutarlo nella direzione. Rientrò in Italia per il biennio 1894/1895 in cui diresse a Viterbo il Civico istituto musicale ed anche la musica della Cattedrale di Viterbo. Negli ultimi mesi del 1895 ripartì nuovamente per Buenos Aires dove fondò e diresse la succursale argentina del Conservatorio Santa Cecilia di Roma.
Rientrato definitivamente in patria nel 1901 vinse il concorso per la cattedra di violoncello presso il Conservatorio Santa Cecilia di Roma dove subentrò a G. Morelli. 
Partecipò a varie stagioni concertistiche indette dall’Accademia nazionale di S.Cecilia e, nel contempo, collaborò con varie formazioni cameristiche, in particolar modo con il «Quintetto Gullì» e, subentrando al padre, con il «Quintetto della Regina Margherita». 
Fu animatore di vari concorsi musicali nazionali e direttore artistico della Accademia Filarmonica Romana.
Scrisse metodi per lo studio del violoncello tra cui si ricorda Il violoncello, il violoncellista ed i violoncellisti del 1905, un manuale che incontrò fortuna ed ebbe varie ristampe anche anastatiche. Compose inoltre vari brani per violoncello solo e studi per violoncello e piano.

## Opere
- Luigi Forino, Il violoncello, il violoncellista e i violoncellisti, collana Manuali Hoepli, Milano, Hoepli, 1905.

### Annotazioni
1. ↑  Anche Ettore era musicista; aveva studiato pianoforte sotto la guida di Giovanni Sgambati. A differenza di Luigi rimase a Buenos Aires per il resto della sua vita e vi morì il 10 ottobre 1933.
2. ↑  Fondato in quegli anni dal pianista Luigi Gaetano Gullì.
3. ↑  Fondato nel 1881 da Giovanni Sgambati con la denominazione di «Società romana del quintetto», nel 1883 passò al servizio della famiglia reale italiana e fu autorizzato a fregiarsi del titolo di «Quintetto di Corte di Sua Maestà la Regina». La sede dei concerti era inizialmente il Palazzo del Quirinale ma, dal 1904, si tennero nel cosiddetto Palazzo Piombino, nuova residenza di Margherita di Savoia.

### Fonti
1. 1 2 3 4 5 6 7   Franco Bruni, Alla voce Forino - Famiglia di musicisti attivi a Roma nel sec. XIX., su Treccani - Dizionario Biografico, vol. 49, 1º gennaio 1997.
2. ↑   Sergio Martinotti, Ottocento strumentale italiano, Bologna, Forni Editore, -1972,  p. 155.
3. 1 2 3   Enrica Donisi, La scuola violoncellistica di Gaetano Ciandelli, Bologna, Libreria Musicale Italiana, 2016,  p. 144.